# Kenneth Goldsmith
Kenneth Goldsmith (Freeport, Nova York 1961) és un poeta i professor universitari estatunidenc. També és l'editor fundador de l'arxiu en línia UbuWeb.
Com a professor, dona classes de poesia i pràctica poètica a la Universitat de Pennsylvania i és Senior Editor del projecte PennSound. Va ser el responsable d'un programa de ràdio setmanal a WFMU entre 1995 i juny de 2010.
Ha publicat deu llibres de poesia, en particular Fidget (2000), Soliloqui (2001) i Day (2003) i la trilogia americana de Goldsmith, The Weather (2005), Traffic, (2007) i Sports, (2008). És l'autor d'un llibre d'assaigs, escriptura creatiu: Uncreative Writing: Managing Language in a Digital Age (2011). Com a editor, va publicar I'll be Your Mirror: The Selected Andy Warhol Interviews  (2004) i és co-editor de Against Expression: An Anthology of Conceptual Writing (2011). Resideix a Nova York amb la seva dona, l'artista Cheryl Donegan i els seus dos fills.

## Biografia
Goldsmith va néixer a Freeport (Nova York). Es va formar com a escultor a l'escola de disseny Rhode Island School of Design i es va graduar amb un BFA el 1984. Goldsmith va treballar durant molts anys dins del món de l'art com a artista basat en el text i com a escultor abans d'esdevenir un escriptor.

### Professor
Com a professor a la Universitat de Pennsylvania, dins del Centre per a Programes en l'escriptura contemporània, el programa de Goldsmith inclou l'escriptura no creativa, l'escriptura intervencionista i l'escriptura a través de l'art i la cultura, en col·laboració amb l'Institut d'Art Contemporani de Filadèlfia. Les eines que es fan servir a les seves classes són l'apropiacionisme i el sampling. La mentida, el frau i el robatori d'identitat estan encoratjats. Per Goldsmith la classe és un espai lliure en el qual les preguntes ètiques es poden dur a terme en un ambient segur. Un article en profunditat del Diari Daily Pennsylvanian explica la pedagogia de Goldsmith. D'altra banda, Goldsmith ha impartit un seminari de postgrau a l'Escola de l'Art Institute of Chicago, titulat "Publishing as Project."

## Obra
- No. 110 10.4.93-10.7.93 (Artists Museum, Lodz, Poland, 1993)
- 73 Poems (1993), amb Joan La Barbara (1994)
- No. 109 2.7.93-12.15.93 (Bravin Post Lee, 1994)
- No. 111.2.7.93-10.20.96 (The Figures, 1997)
- Gertrude Stein on Punctuation (Abaton Books, 2000)
- Fidget Arxivat 2008-07-23 a Wayback Machine. (Coach House Books, 2000)
- 6799 (zingmagazine, 2000)
- Soliloquy (Granary Books, 2001)
- Head Citations (The Figures, 2002)
- Day (The Figures, 2003)
- The Weather : Winter Spring Summer Fall (Make Now, Los Angeles, 2005)
- Traffic Arxivat 2012-03-08 a Wayback Machine. (Make Now, Los Angeles, 2007)
- Sports (Make Now, Los Angeles, 2008)
- Against Expression: An Anthology of Conceptual Writing (Northwestern University Press, Chicago, 2011)
- Uncreative Writing: Managing Language in a Digital Age (Columbia University Press, New York, 2011)

## Anàlisi
Publishers Weekly va descriure l'obra escrita de Kenneth Goldsmith com "un dels treballs de collage més bonics i exhaustius realitzats en poesia".

## Ubuweb
Ubuweb és l'arxiu digital de material d'avantguarda més rellevant a Internet i ha esdevingut un lloc de referència per a l'exploració i documentació en art contemporani a molts nivells: des d'un punt de vista lectiu, de recerca artística o simplement com a font alternativa d'entreteniment i forma de consum de béns culturals.
Es tracta d'un projecte atípic fet des de la militància, l'al·legalitat i la il·legalitat, i per això ha esdevingut no només un espai per trobar i explorar un material de difícil accés, minoritari i obscur, sinó que a més és un exemple de DIY (fes-t’ho-tu-mateix) apassionat i, sobretot, una demostració del poder/paper potencial de l'individu en la construcció de la historiografia contemporània (desendreçada, incontinent, però realitat al cap i a la fi). “Arxivar és el nou art popular”, declara el seu creador.

## Premis i reconeixements
Va ser guardonat amb la Càtedra Anschutz Distinguished Fellow Professorship en Estudis Americans de la Universitat de Princeton el 2010.